# George S. Shanklin

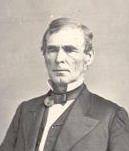
George S. Shanklin

George Sea Shanklin (* 23. Dezember 1807 im Jessamine County, Kentucky; † 1. April 1883 ebenda) war ein US-amerikanischer Politiker. Zwischen 1865 und 1867 vertrat er den Bundesstaat Kentucky im US-Repräsentantenhaus.

## Werdegang
George Shanklin besuchte eine Privatschule in Nicholasville. Nach einem anschließenden Jurastudium und seiner Zulassung als Rechtsanwalt begann er in Nicholasville in diesem Beruf zu praktizieren. Gleichzeitig schlug er als Mitglied der Demokratischen Partei eine politische Laufbahn ein. In den Jahren 1838 und 1844 war er Abgeordneter im Repräsentantenhaus von Kentucky. 1854 arbeitete er als Staatsanwalt. Zwischen 1861 und 1865 war er erneut Abgeordneter im Staatsparlament.
Bei den Kongresswahlen des Jahres 1864 wurde Shanklin im siebten Wahlbezirk von Kentucky in das US-Repräsentantenhaus in Washington, D.C. gewählt, wo er am 4. März 1865 die Nachfolge von Brutus J. Clay antrat. Bis zum 3. März 1867 konnte er nur eine Legislaturperiode im Kongress absolvieren. Seit 1865 war die Arbeit des Kongresses von den Spannungen zwischen der Republikanischen Partei und Präsident Andrew Johnson geprägt, die in einem nur knapp gescheiterten Amtsenthebungsverfahren gipfelten.
Nach dem Ende seiner Zeit im US-Repräsentantenhaus zog sich George Shanklin in den Ruhestand zurück, den er auf seiner Farm im Jessamine County verbrachte. Dort ist er am 1. April 1883 auch verstorben.